# Арсенальная (станция метро)
«Арсена́льная» (укр. «Арсена́льна» (слушать)о файле) — станция Киевского метрополитена. Находится в Печерском районе. Расположена на Святошинско-Броварской линии между станциями «Крещатик» и «Днепр». Вторая в мире по глубине заложения (105,5 м) после открытия 25 января 2022 года станции «Хунъяньцунь» Чунцинского метрополитена в Китае (более 116 м). Однако, в отличие от самой глубокой в СНГ «Адмиралтейской» (86 м) Петербургского метрополитена, глубина «Арсенальной» обусловлена не заложением станции, а возвышенностью местности.

## История
Открыта 6 ноября 1960 года в составе первой очереди строительства. Название станция получила от расположенного рядом крупного завода «Арсенал». Пассажиропоток — 26,1 тыс. чел./сутки.
С 1986 года станция имеет статус «памятник архитектуры местного значения», охранный номер — 187.

## Конструкция
Станция глубокого заложения, «английского типа» — с коротким средним залом. Средний зал соединён с каждой платформой двумя проходами-порталами. Имеется дополнительный отдельный проход между двумя платформами.
Подземный вестибюль соединён с поверхностью трёхленточным двухмаршевым эскалатором с промежуточным подземным вестибюлем. Наземный вестибюль представляет собой прямоугольное здание, увенчанное куполом. В нижнем эскалаторном марше установлены 3 эскалатора типа ЭМ-5.5 с высотой подъёма 55,8 м, а в верхнем марше — 3 эскалатора типа ЭМ-5.5 с высотой подъёма 46,6 м.
Станция имеет один выход на Арсенальную площадь и прилегающие к ней улицы Ивана Мазепы, Князей Острожских и Михаила Грушевского.
При заложении на 105,5 метрах «Арсенальная» до 25 января 2022 года была мировым рекордсменом по глубине — её опередила станция «Хунъянцунь» Чунцинского метрополитена в Китае, глубина которой составляет 116 м. У «Арсенальной» глубина объясняется тем, что наземный вестибюль станции находится на большой высоте (порядка 100 м) относительно уровня реки Днепр, через который по метромосту линия идёт на другой берег. Следующая станция, «Днепр», находящаяся непосредственно у реки, является надземной. Таким образом, в отличие от самой глубокой в СНГ станции «Адмиралтейская» (86 м) Петербургского метрополитена, глубина «Арсенальной» обусловлена не заложением станции, а возвышенностью местности.

## Использование станции в качестве бомбоубежища во время вторжения России на Украину
По утверждению политолога Михаила Шпира, в плоскости станции «Арсенальная» находится правительственный бункер для укрытия высшего должностного лица государства на случай военных действий в стране.

## Оформление
Облицовка пилонов и стен выполнена белым и розовым мрамором, также используется алюминиевое литьё, анодированное под бронзу. Имеются характерные для подземных станций первой очереди мраморные скамейки и решётки путевых стен. Торец среднего зала был украшен барельефом, посвящённым январскому восстанию 1918 года рабочих завода «Арсенал», который был демонтирован в конце 1990-х годов, не сохранился.

## Режим работы
Открытие — 05:38, закрытие — 00:10.
Отправление первого поезда в направлении:

ст. «Лесная» — 6:01

ст. «Академгородок» — 5:48
Отправление последнего поезда в направлении:

ст. «Лесная» — 0:30

ст. «Академгородок» — 0:18

## Изображения
- Центральный зал
- Посадочная платформа
- Проход между платформами
- Декоративная решётка
- Название станции на путевой стене
- Дверца на путевой стене
- Вид на эскалаторный наклон
- Нижний эскалаторный наклон
- Панорама промежуточного вестибюля эскалаторного наклона
- Верхний эскалаторный наклон
- Наземный вестибюль

### Комментарии
1. ↑  При этом сам по себе термин «станция глубокого заложения» означает не глубину станции как таковой[13], а, согласно строительным нормам и правилам (СНиПам), закрытый способ её строительства[14]: так, например, глубина станций «Охотный Ряд», «Библиотека имени Ленина» и «Кунцевская» Московского метрополитена, сооружённых закрытым и открытым способом, составляет 15, 12 и 37,6 м соответственно[15][16][17]
2. ↑  При этом сам по себе термин «станция глубокого заложения» означает не величину глубины станции[34], а, согласно строительным нормам и правилам (СНиПам), закрытый способ строительства[35]: так, например, глубина станций «Охотный Ряд», «Библиотека имени Ленина» и «Кунцевская» Московского метрополитена, сооружённых закрытым и открытым способом, составляет 15, 12 и 37,6 м соответственно[36][16][37]